# Rex Harrison
Reginald Carey Harrison (Huyton, Liverpool, Lancashire, 5 de marzo de 1908-Nueva York, 2 de junio de 1990), conocido como Rex Harrison, fue un actor de teatro y cine británico.

## Biografía
Harrison nació en Lancashire, cerca de Liverpool. Fue hijo de un comerciante de algodón. Se educó en el Liverpool College. Su primera aparición en un escenario se produjo en 1924, con 16 años de edad, en Liverpool. Su carrera se vio interrumpida por la Segunda Guerra Mundial, durante la cual sirvió en la Royal Air Force con el grado de capitán.
Apareció en diversos escenarios de Inglaterra y Broadway.
Su mayor éxito interpretativo en el cine fue como el profesor Henry Higgins en la película My Fair Lady, adaptación del musical basado en la obra de Bernard Shaw, Pygmalion, donde compartía pantalla junto a Audrey Hepburn. Ambos lograron personajes cargados de fuerza y expresividad, y la labor de Rex Harrison se vio premiada con un Óscar de la Academia. Ya había ganado dos Premios Tony de teatro: el primero en 1949 por Ana de los mil días donde interpretaba al rey Enrique VIII  y el segundo en 1957 por la versión teatral de My Fair Lady, cuyo éxito propició que fuera llevada al cine.
Otras de sus interpretaciones memorables para la gran pantalla fueron en El fantasma y la Sra. Muir, Doctor Dolittle, The Agony and the Ecstasy (donde encarnaba al papa Julio II, mecenas de Miguel Ángel) y Cleopatra donde componía un magnífico Julio César. 
Para el público hispano tiene interés la comedia El último chantaje (The Happy Thieves), donde Rex Harrison se codea con Rita Hayworth en un plan para robar del Museo del Prado Los fusilamientos del 3 de mayo, famoso cuadro de Goya. 
Fue nominado al Óscar en 1964 por Cleopatra y al año siguiente por My Fair Lady, premio que en esta ocasión ganó.
En 1969, rodó una atrevida tragicomedia de temática gay: La escalera, dirigida por Stanley Donen. Con Richard Burton, interpretó a una pareja de peluqueros homosexuales, envueltos en situaciones desagradables al ser acusados de escándalo a la moral. Esta película no pudo estrenarse en España hasta 1976 y tuvo limitada difusión, en parte entorpecida por la viuda de Burton; en 2011 ha sido recuperada .
Estuvo casado 6 veces, según la siguiente cronología:
- Colette Thomas -actriz francesa de teatro- (1934-1942), (un hijo, el actor/cantante Noel Harrison)
- Lilli Palmer -actriz- (1943-1957), (un hijo, el novelista/guionista Carey Harrison)
- Kay Kendall -actriz- (1957-1959)
- Rachel Roberts -actriz- (1962-1971)
- Elizabeth Harris (1971-1975), (tres hijastros: Damian Harris, Jared Harris y Jamie Harris)
- Mercia Tinker (1978-1990)

## Honores y muerte

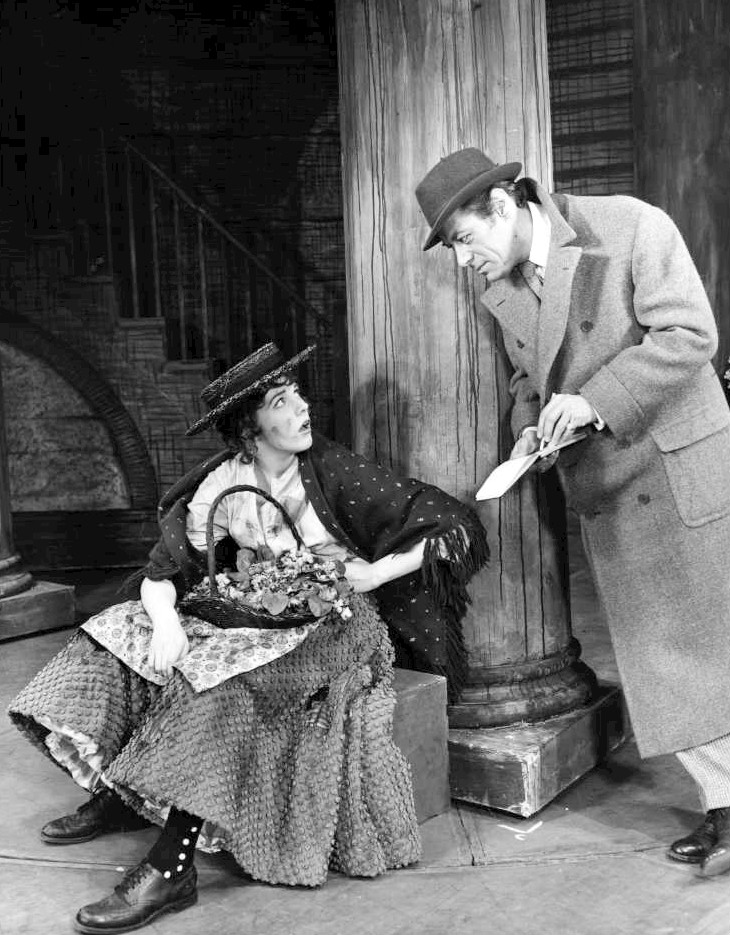
Junto a Julie Andrews en la representación de My Fair Lady en Broadway (1957).

El 25 de julio de 1989, fue nombrado Caballero por la reina Isabel II de Inglaterra en el Palacio de Buckingham, mientras una orquesta interpretaba la música de las canciones de My Fair Lady.
Después de retirarse del mundo del cine en la década de los setenta, continuó su trabajo en Broadway hasta el final de su vida. En 1990, cuando actuaba en la obra El círculo de William Somerset Maugham, se le diagnosticó un cáncer de páncreas del que murió apenas tres semanas más tarde.
Rex Harrison tiene dos estrellas en el Paseo de la fama de Hollywood: una en el 6906 de Hollywood Boulevard por su contribución al mundo del cine y otra en el 6380 Hollywood Boulevard por su contribución a la industria televisiva.
El escritor Seth MacFarlane ha declarado que el personaje de su serie Family Guy Stewie Griffin está basado en la personalidad de Rex Harrison.

## Filmografía
- La ciudadela (1938).
- Night Train to Munich (1940).
- Over the Moon (1940).
- Un espíritu burlón (1945).
- Ana y el rey de Siam (1946).
- The Ghost and Mrs. Muir (1947).
- The Foxes of Harrow (1947).
- Unfaithfully Yours (1948).
- King Richard and the Crusaders (1954)
- The Constant Husband (1955)
- The Reluctant Debutante (1958).
- Cleopatra (1963).
- The Yellow Rolls-Royce (1964).
- My Fair Lady (1964) -por la que obtuvo un Óscar-.
- The Agony and the Ecstasy (1965).
- Doctor Dolittle (1967).
- The Honey Pot (1967)
- Staircase (1969).
- El príncipe y el mendigo (1977).
- Ashanti (1978).
- The Love of Four Colonels.
- Midnight Lace (1960).

## Teatro (parcial)
- The Admirable Crichton (1988)
- Sweet Aloes
- Design for Living
- Venus Observed
- The Cocktail Party
- Bell, Book and Candle
- The Fourposter
- Anne of the Thousand Days
- The Devil's Disciple
- The Love of Four Colonels
- My Fair Lady
- In Praise of Love
- César y Cleopatra
- Heartbreak House
- Enrique IV
- Aren't We All?
- The Kingfisher
- The Circle
- French Without Tears (1936)

## Premios y distinciones
Premios Óscar
| Año  | Categoría   | Película     | Resultado |
| ---- | ----------- | ------------ | --------- |
| 1964 | Mejor actor | Cleopatra    | Nominado  |
| 1965 | Mejor actor | My Fair Lady | Ganador   |